# Bilceakî, Berezne
Bilceakî (în ucraineană Більчаки) este un sat în comuna Marînîn din raionul Berezne, regiunea Rivne, Ucraina.

## Demografie
Componența lingvistică a localității Bilceakî
     Ucraineană (99,44%)
     Alte limbi (0,56%)
Conform recensământului din 2001, majoritatea populației localității Bilceakî era vorbitoare de ucraineană (99,44%), existând în minoritate și vorbitori de alte limbi.